# César Évora
César Évora Díaz (La Habana, 4 de noviembre de 1959) es un actor cubano que ha desarrollado la mayor parte de su carrera en México.

## Biografía
Estudio Geofísica, para dedicarse a la búsqueda de petróleo y minerales, hasta que un día decidió presentarse a un casting, donde fue seleccionado entre 500 aspirantes.
Después de trabajar en su país natal decide instalarse definitivamente en México. Vive en Ciudad de México En 1999 obtuvo la nacionalidad mexicana.[cita requerida]
Tiene tres hijos: Rafael, Mariana y Carla. Con su actual pareja, Vivian Domínguez, tuvo a su tercera hija.
Es primo de la escritora cubana Daína Chaviano.[cita requerida]

## Carrera
En 1980 hizo otro casting para trabajar en la cinta Cecilia Valdés, la cual no se llevó a cabo, pero este proyecto lo ayudó a entrar al Instituto Cubano de Arte e Industria Cinematográficos (ICAIC) donde realizó Un hombre de éxito y la película Capablanca, que fueron las cintas que lo dieron a conocer fuera de Cuba.
Después, llegó por su propia cuenta a México en busca de oportunidades de trabajo. Llegó a Televisa y consiguió un contrato por seis años, este contrato se renovó, pero por una exclusividad.
Laberintos de pasión, Cañaveral de pasiones, El manantial, Abrázame muy fuerte, El privilegio de amar y Entre el amor y el odio son algunas de las telenovelas en las que ha actuado en México.
En el año 2003 encarna al antagonista principal de la telenovela Mariana de la noche, protagonizada por Alejandra Barros, Jorge Salinas y Angélica Rivera.
En 2005 protagoniza junto a Victoria Ruffo la telenovela La madrastra, en donde da vida a Esteban San Román.
En el año 2006 realiza un doble papel personificando al protagonista y al antagonista de la telenovela Mundo de fieras, protagonizada además por Gaby Espino, Sara Maldonado, Sebastián Rulli y Edith González.
En 2007 participa en la telenovela conmemorativa de los 50 años de la telenovela en México, Amor sin maquillaje con Lucía Méndez, Marlene Favela, Sergio Goyri y Alejandro Ibarra. Además en el mismo año realiza un papel antagónico en Al diablo con los guapos, telenovela producida por Angelli Nesma Medina y protagonizada por Allisson Lozz, Eugenio Siller y Laura Flores.
En el 2009, estrenó la película Trópico de sangre, en la cual compartió créditos con la actriz estadounidense Michelle Rodríguez.
En el año 2010, se integra al elenco de Llena de amor donde da vida a 'Emiliano', telenovela protagonizada por Ariadne Díaz, Valentino Lanús y Azela Robinson.
La televisión no es el único medio en el que ha destacado, pues también ha realizado varias películas como: Cecilia, Amada, Habanera, Una novia para David, Capablanca y Barrio negro, entre otras.
En México fue en donde conoció a su actual esposa, pero para casarse, tuvo que viajar a La Habana para divorciarse de su esposa anterior. Tiene tres hijos Rafael y Mariana, que viven en Cuba con su madre y Carla, producto de su segundo matrimonio.
Un año más tarde, en el año 2011 hace una participación especial en la telenovela Triunfo del amor protagonizada por Victoria Ruffo, Maite Perroni, William Levy y Daniela Romo, como el 'Dr. Heriberto Ríos Bernal', por la que es nominado como Mejor primer actor y gana el Premio TVyNovelas 2012.
En el año 2012 realiza una participación especial en Abismo de pasión interpretando a 'Rosendo Arango', telenovela protagonizada por Angelique Boyer, David Zepeda, Mark Tacher y Sabine Moussier; interpretando exactamente el mismo personaje de la telenovela original Cañaveral de pasiones.
En el mismo año, es convocado para ser el antagonista principal de Amor bravío junto a la primera actriz Leticia Calderón, telenovela de Carlos Moreno protagonizada por Silvia Navarro y Cristian de la Fuente.
En el año 2013, la productora Nathalie Lartilleux lo  convoca en su nueva producción para realizar una participación especial en Corazón indomable, telenovela protagonizada por Ana Brenda Contreras, Daniel Arenas y Elizabeth Álvarez.
Además, en el mismo año se suma al elenco de la telenovela La tempestad, protagonizada por William Levy y Ximena Navarrete, para ser uno de los antagonistas principales junto a Iván Sánchez.

## Filmografía

### Cine
- Cecilia (1981)
- Amada (1983)
- Habanera (1984)
- Una novia para David (1985)
- Caturla  (1985), de Senobio Faget, (Director). Película a medio camino entre el documental y la ficción sobre la vida, y también la muerte, del singular músico y juez cubano Alejandro García Caturla.
- Capablanca (1986) Sobre el campeón Mundial cubano de Ajedrez José Raúl Capablanca.
- Un hombre de éxito (1986)
- La bella del Alhambra (1989)
- Barrio Negro (1989)
- Gertrudis (1991)
- Trópico de sangre (2010)

### Televisión
| Año       | Título                             | Personaje                                        | Notas |
| --------- | ---------------------------------- | ------------------------------------------------ | ----- |
| 1992      | Pasión y prejuicio                 | Alberto                                          |       |
| 1992      | Sin perder la ternura              | Daniel                                           |       |
| 1993-1994 | Corazón salvaje                    | Marcelo Romero Vargas                            |       |
| 1994-1995 | Agujetas de color de rosa          | Esteban Armendares                               |       |
| 1995      | Si Dios me quita la vida           | Antonio Foscari                                  |       |
| 1996      | Cañaveral de pasiones              | Amador Montero                                   |       |
| 1996-1997 | Luz Clarita                        | Mariano de la Fuente                             |       |
| 1997      | Gente bien                         | Jaime Dumas                                      |       |
| 1997-2006 | Mujer, casos de la vida real       | Varios personajes                                |       |
| 1998-1999 | El privilegio de amar              | Sacerdote Juan de la Cruz                        |       |
| 1999-2000 | Laberintos de pasión               | Gabriel Almada                                   |       |
| 2000-2001 | Abrázame muy fuerte                | Federico Rivero                                  |       |
| 2001-2002 | El manantial                       | Rigoberto Valdés                                 |       |
| 2002      | Entre el amor y el odio            | Octavio Villarreal                               |       |
| 2002-2003 | Así son ellas                      | Luis Ávila                                       |       |
| 2003-2004 | Mariana de la noche                | Atilio Montenegro                                |       |
| 2005      | La madrastra                       | Esteban San Román                                |       |
| 2005      | La esposa virgen                   | Edmundo Rivadeneyra, "el Loco Serenata"          |       |
| 2006-2007 | Mundo de fieras                    | Gabriel Cervantes Bravo / Demián Martínez Guerra |       |
| 2007      | Yo amo a Juan Querendón            | Samuel Cachón                                    |       |
| 2007      | Amor sin maquillaje                | Pedro Ríos                                       |       |
| 2007-2008 | Al diablo con los guapos           | Constancio Belmonte Lascuraín                    |       |
| 2008-2009 | En nombre del amor                 | Eugenio Lizarde                                  |       |
| 2010-2011 | Llena de amor                      | Emiliano Ruiz y de Teresa                        |       |
| 2011      | Triunfo del amor                   | Dr. Heriberto Ríos                               |       |
| 2012      | Abismo de pasión                   | Rosendo Arango                                   |       |
| 2012      | Amor bravío                        | Dionisio Ferrer                                  |       |
| 2013      | Corazón indomable                  | Alejandro Mendoza                                |       |
| 2013      | La tempestad                       | Fulgencio Salazar                                |       |
| 2014-2015 | Hasta el fin del mundo             | Francisco "Paco" Fernández                       |       |
| 2015-2016 | A que no me dejas                  | Osvaldo Terán                                    |       |
| 2016      | Las amazonas                       | Victoriano Santos                                |       |
| 2017      | La doble vida de Estela Carrillo   | Walter Cabrera                                   |       |
| 2017      | En tierras salvajes                | Arturo Otero                                     |       |
| 2019      | Ringo                              | Óscar Villar, "el Oso"                           |       |
| 2020      | Vencer el miedo                    | Horacio Cienfuentes                              |       |
| 2020      | Te doy la vida                     | Nelson López                                     |       |
| 2021      | ¿Qué le pasa a mi familia?         | Jesús Rojas                                      |       |
| 2021-2022 | S.O.S me estoy enamorando          | Leopoldo Fernández                               |       |
| 2022      | El último rey                      | Francisco Manjarrez                              |       |
| 2023      | Perdona nuestros pecados           | Héctor Morales                                   |       |
| 2023      | Minas de pasión                    | Ignacio Villamizar                               |       |
| 2024      | Fugitivas, en busca de la libertad | Patricio Rojas "El Polícia"                      |       |
| 2025      | Me atrevo a amarte                 | Valente Pérez-Soler / Fernando Pérez-Soler       |       |

### Teatro
- Tú mientes, yo miento, todos mentimos (1998-1999)
- Los derechos de la mujer (2000)
- Trampa de muerte (2004)
- El Huevo de Pascua (2006)[11]
- Cartas de amor (2006-2007)
- Variaciones enigmáticas (2017)[12]

## Premios y nominaciones

### Premios TVyNovelas
| Año  | Categoría                  | Título                  | Resultado |
| ---- | -------------------------- | ----------------------- | --------- |
| 1994 | Mejor revelación masculina | Corazón salvaje         | Nominado  |
| 1999 | Mejor actor de reparto     | El privilegio de amar   | Ganador   |
| 2000 | Mejor actor de reparto     | Laberintos de pasión    | Nominado  |
| 2001 | Mejor actor antagónico     | Abrázame muy fuerte     | Ganador   |
| 2001 | Mejor primer actor         | Abrázame muy fuerte     | Nominado  |
| 2002 | Mejor actor protagónico    | Entre el amor y el odio | Nominado  |
| 2004 | Mejor actor antagónico     | Mariana de la noche     | Ganador   |
| 2006 | Mejor actor protagónico    | La madrastra            | Nominado  |
| 2006 | Mejor actor de reparto     | La esposa virgen        | Nominado  |
| 2007 | Mejor actor antagónico     | Mundo de fieras         | Ganador   |
| 2012 | Mejor primer actor         | Triunfo del amor        | Ganador   |
| 2013 | Mejor actor antagónico     | Amor bravío             | Nominado  |
| 2017 | Mejor primer actor         | Las amazonas            | Ganador   |

### Premios INTE
| Año  | Categoría   | Título                  | Resultado |
| ---- | ----------- | ----------------------- | --------- |
| 2003 | Mejor actor | Entre el amor y el odio | Nominado  |

### Premios Palmas de Oro 2003
| Año  | Categoría               | Título                  | Resultado |
| ---- | ----------------------- | ----------------------- | --------- |
| 2003 | Mejor Actor Protagónico | Entre el amor y el odio | Ganador   |
| 2004 | Mejor Actor Antagónico  | Mariana de la noche     | Ganador   |

### TV Adicto Golden Awards
| Año  | Categoría          | Telenovela | Resultado |
| ---- | ------------------ | ---------- | --------- |
| 2019 | Mejor primer actor | Ringo      | Ganador   |

### Presea Luminaria de Oro 2019
- Reconocimiento por desempeño a: Cesar Évora por su participación en Ringo[17]

### People en Español
| Año  | Categoría     | Título       | Resultado |
| ---- | ------------- | ------------ | --------- |
| 2012 | Mejor villano | Amor bravío  | Ganador   |
| 2013 | Mejor villano | La tempestad | Ganador   |

### Premios Bravo
| Año  | Categoría                            | Título               | Resultado |
| ---- | ------------------------------------ | -------------------- | --------- |
| 2000 | Mejor actor protagónico              | Laberintos de pasión | Ganador   |
| 2007 | Mejor actor antagónico de televisión | Mundo de fieras      | Ganador   |